# Fussballclub Tuggen 2021-2022
Questa voce raccoglie le informazioni riguardanti il Fussballclub Tuggen nelle competizioni ufficiali della stagione 2021-2022.

## Stagione
Nella stagione 2021-2022 il Tuggen, allenato da Adrian Allenspach, concluse il campionato di Prima Lega al 3º posto, nei play-off il Tuggen perse la doppia finale contro il Bulle.

## Rosa
| N. |                               | Ruolo | Calciatore       |
| -- | ----------------------------- | ----- | ---------------- |
| 1  | Svizzera (bandiera)           | P     | Alessandro Merlo |
| 3  | Kosovo (bandiera)             | D     | Zef Prenrecaj    |
| 4  | Svizzera (bandiera)           | D     | Mattia Desole    |
| 6  | Svizzera (bandiera)           | D     | Kenith Catari    |
| 7  | Kosovo (bandiera)             | C     | Dardan Morina    |
| 8  | Svizzera (bandiera)           | C     | José Meier       |
| 9  | Macedonia del Nord (bandiera) | C     | Jakup Jakupov    |
| 10 | Svizzera (bandiera)           | C     | Dein Barreiro    |
| 11 | Svizzera (bandiera)           | A     | Michael Bärtsch  |
| 14 | Inghilterra (bandiera)        | A     | James Wyndham    |
| 15 | Haiti (bandiera)              | D     | Kim Jaggy        |
| 16 | Svizzera (bandiera)           | D     | Andrei Herlea    |

| N. |                      | Ruolo | Calciatore      |
| -- | -------------------- | ----- | --------------- |
| 17 | Svizzera (bandiera)  | C     | Marco Fässler   |
| 18 | Svizzera (bandiera)  | C     | Noah Weiler     |
| 19 | Svizzera (bandiera)  | A     | Branko Banković |
| 20 | Svizzera (bandiera)  | D     | Caine Keller    |
| 21 | Svizzera (bandiera)  | D     | Bryan Mallo     |
| 22 | Ungheria (bandiera)  | C     | Bendegúz Györky |
|    | Svizzera (bandiera)  | P     | Simon Mächler   |
|    | Svizzera (bandiera)  | P     | Marko Vasilj    |
|    | Svizzera (bandiera)  | P     | Dominic Wenzler |
|    | Svizzera (bandiera)  | D     | Jonas Rüegg     |
|    | Venezuela (bandiera) | A     | Frank Feltscher |

## Organigramma societario
Area tecnica
- Allenatore: Adrian Allenspach
- Allenatore in seconda:
- Preparatore dei portieri:
- Preparatori atletici:

## Calciomercato

### Sessione estiva
| Acquisti | Acquisti        | Acquisti      | Acquisti |
| R.       | Nome            | da            | Modalità |
| -------- | --------------- | ------------- | -------- |
| D        | Zef Prenrecaj   | Kosova Zurigo |          |
| P        | Silvano Kessler | Dietikon      |          |
| D        | Kenith Catari   | Zurigo II     |          |
| P        | Marko Vasilj    | Witikon       |          |
| D        | Mattia Desole   | Freienbach    |          |
| C        | Noah Weiler     | Höngg         |          |
| D        | Jonas Rüegg     | Kosova Zurigo |          |
| C        | Dein Barreiro   | Thalwil       |          |

| Cessioni | Cessioni       | Cessioni   | Cessioni |
| R.       | Nome           | a          | Modalità |
| -------- | -------------- | ---------- | -------- |
| D        | Samir Bajrami  | Utd Zurigo |          |
| A        | Marvin Baumann | Uzwil      |          |
| D        | Luis Gutiérrez | Zugo       |          |
| C        | Dario Stadler  | Brühl      |          |

### Sessione invernale
| Acquisti | Acquisti        | Acquisti           | Acquisti |
| R.       | Nome            | da                 | Modalità |
| -------- | --------------- | ------------------ | -------- |
| P        | Dominic Wenzler | Rapperswil-Jona    |          |
| A        | Frank Feltscher | Atlético Venezuela |          |

| Cessioni | Cessioni        | Cessioni        | Cessioni |
| R.       | Nome            | a               | Modalità |
| -------- | --------------- | --------------- | -------- |
| C        | Jordi Manuel    | Perlen          |          |
| P        | Silvano Kessler | Red Star Zurigo |          |

## Risultati

### Prima Lega

#### andata
| Tuggen 21 agosto 2021, ore 18:00 CEST 1ª giornata                    | Tuggen    | 3 – 0 referto | Lugano II | Sportplatz Linthstrasse (296 spett.) |
| \| \| \| \| \| Morina 18’, 58’ (rig.) Bärtsch 22’ \| Marcatori \| \| |           |               |           |                                      |
|                                                                      |           |               |           |                                      |
| Morina 18’, 58’ (rig.) Bärtsch 22’                                   | Marcatori |               |           |                                      |

| Arbitro: | Rogalla |

|                                         |           |  |
| Bärtsch 15’, 82’ Morina 22’ (rig.), 56’ | Marcatori |  |

| Eschen 15 settembre 2021, ore 20:00 CEST 3ª giornata                             | Eschen/Mauren | 4 – 1 referto | Tuggen | Sportpark Eschen (240 spett.) |
| \| \| \| \| \| Shabani 3’, 59’ Dorta 25’ Kühne 83’ \| Marcatori \| 17’ Catari \| |               |               |        |                               |
|                                                                                  |               |               |        |                               |
| Shabani 3’, 59’ Dorta 25’ Kühne 83’                                              | Marcatori     | 17’ Catari    |        |                               |

| Tuggen 11 settembre 2021, ore 16:00 CEST 4ª giornata     | Tuggen    | 2 – 0 referto | Thalwil | Sportplatz Linthstrasse (250 spett.) |
| \| \| \| \| \| Herlea 55’ Bärtsch 71’ \| Marcatori \| \| |           |               |         |                                      |
|                                                          |           |               |         |                                      |
| Herlea 55’ Bärtsch 71’                                   | Marcatori |               |         |                                      |

| Gossau 18 settembre 2021, ore 16:00 CEST 5ª giornata         | Gossau    | 2 – 0 referto | Tuggen | Sportanlage Buechenwald (350 spett.) |
| \| \| \| \| \| Karrica 74’ Pellegatta 88’ \| Marcatori \| \| |           |               |        |                                      |
|                                                              |           |               |        |                                      |
| Karrica 74’ Pellegatta 88’                                   | Marcatori |               |        |                                      |

| Tuggen 25 settembre 2021, ore 16:00 CEST 6ª giornata           | Tuggen    | 0 – 2 referto                | Baden | Sportplatz Linthstrasse (280 spett.) |
| \| \| \| \| \| \| Marcatori \| 4’ Jakovljević 65’ Teichmann \| |           |                              |       |                                      |
|                                                                |           |                              |       |                                      |
|                                                                | Marcatori | 4’ Jakovljević 65’ Teichmann |       |                                      |

| Wettswil 2 ottobre 2021, ore 16:00 CEST 7ª giornata                                                             | Wettswil-Bonstetten | 2 – 4 referto                                          | Tuggen | Sportplatz Moos (276 spett.) |
| \| \| \| \| \| Peter 2’ Miljković 89’ \| Marcatori \| 54’ Jakupov 57’ Bärtsch 76’ Morina 90’ (aut.) Brüniger \| |                     |                                                        |        |                              |
| |                     |                                                        |        |                              |
| Peter 2’ Miljković 89’                                                                                          | Marcatori           | 54’ Jakupov 57’ Bärtsch 76’ Morina 90’ (aut.) Brüniger |        |                              |

| Tuggen 16 ottobre 2021, ore 16:00 CEST 8ª giornata | Tuggen    | 1 – 0 referto | Paradiso | Sportplatz Linthstrasse |
| \| \| \| \| \| Jakupov 90’ \| Marcatori \| \|      |           |               |          |                         |
|                                                    |           |               |          |                         |
| Jakupov 90’                                        | Marcatori |               |          |                         |

| Freienbach 23 ottobre 2021, ore 17:00 CEST 9ª giornata              | Freienbach | 3 – 1 referto | Tuggen | Sportanlage Chrummen |
| \| \| \| \| \| Frrokaj 17’, 21’, 51’ \| Marcatori \| 14’ Bärtsch \| |            |               |        |                      |
|                                                                     |            |               |        |                      |
| Frrokaj 17’, 21’, 51’                                               | Marcatori  | 14’ Bärtsch   |        |                      |

| Tuggen 30 ottobre 2021, ore 16:00 CEST 10ª giornata                                                                       | Tuggen    | 6 – 3 referto                 | San Gallo II | Sportplatz Linthstrasse (240 spett.) |
| \| \| \| \| \| Banković 17’ Bärtsch 20’, 55’, 63’ Morina 61’ Wyndham 68’ \| Marcatori \| 9’ Spari 67’ Mayer 87’ Stöber \| |           |                               |              |                                      |
| |           |                               |              |                                      |
| Banković 17’ Bärtsch 20’, 55’, 63’ Morina 61’ Wyndham 68’                                                                 | Marcatori | 9’ Spari 67’ Mayer 87’ Stöber |              |                                      |

| Winterthur 6 novembre 2021, ore 16:00 CET 11ª giornata | Winterthur II | 0 – 0 referto | Tuggen | Stadion Schützenwiese (140 spett.) |

| Tuggen 13 novembre 2021, ore 16:00 CET 12ª giornata                             | Tuggen    | 3 – 1 referto | Uzwil | Sportplatz Linthstrasse (200 spett.) |
| \| \| \| \| \| Banković 3’ Jakupov 30’ Morina 42’ \| Marcatori \| 46’ Cengiz \| |           |               |       |                                      |
|                                                                                 |           |               |       |                                      |
| Banković 3’ Jakupov 30’ Morina 42’                                              | Marcatori | 46’ Cengiz    |       |                                      |

| Balzers 20 novembre 2021, ore 16:00 CET 13ª giornata                | Balzers   | 1 – 2 referto           | Tuggen | Sportplatz Rheinau (150 spett.) |
| \| \| \| \| \| Stolz 74’ \| Marcatori \| 90’ Bärtsch 90’ Wyndham \| |           |                         |        |                                 |
|                                                                     |           |                         |        |                                 |
| Stolz 74’                                                           | Marcatori | 90’ Bärtsch 90’ Wyndham |        |                                 |

| Lugano 28 novembre 2021, ore 15:00 CET 14ª giornata                | Lugano II | 3 – 0 referto | Tuggen | Stadio di Cornaredo (100 spett.) |
| \| \| \| \| \| Lungoyi 21’, 69’ Muci 24’ (rig.) \| Marcatori \| \| |           |               |        |                                  |
|                                                                    |           |               |        |                                  |
| Lungoyi 21’, 69’ Muci 24’ (rig.)                                   | Marcatori |               |        |                                  |

| Näfels 23 marzo 2022, ore 20:00 CET 15ª giornata                                    | Linth 04  | 2 – 2 referto           | Tuggen | Linth-Arena |
| \| \| \| \| \| Pereira 45’ Šabanović 84’ \| Marcatori \| 61’ Jakupov 72’ Bärtsch \| |           |                         |        |             |
|                                                                                     |           |                         |        |             |
| Pereira 45’ Šabanović 84’                                                           | Marcatori | 61’ Jakupov 72’ Bärtsch |        |             |

#### ritorno
| Tuggen 12 marzo 2022, ore 16:00 CET 16ª giornata | Tuggen    | 1 – 0 referto | Eschen/Mauren | Sportplatz Linthstrasse |
| \| \| \| \| \| Feltscher 90’ \| Marcatori \| \|  |           |               |               |                         |
|                                                  |           |               |               |                         |
| Feltscher 90’                                    | Marcatori |               |               |                         |

| Thalwil 20 marzo 2022, ore 14:30 CET 17ª giornata                      | Thalwil   | 1 – 3 referto              | Tuggen | Sportanlage Brand |
| \| \| \| \| \| Rocca 39’ \| Marcatori \| 5’, 57’ Jakupov 85’ Catari \| |           |                            |        |                   |
|                                                                        |           |                            |        |                   |
| Rocca 39’                                                              | Marcatori | 5’, 57’ Jakupov 85’ Catari |        |                   |

| Tuggen 14 aprile 2022, ore 20:00 CEST 18ª giornata                       | Tuggen    | 3 – 1 referto | Gossau | Sportplatz Linthstrasse |
| \| \| \| \| \| Jakupov 19’ Bärtsch 61’, 90’ \| Marcatori \| 7’ Salija \| |           |               |        |                         |
|                                                                          |           |               |        |                         |
| Jakupov 19’ Bärtsch 61’, 90’                                             | Marcatori | 7’ Salija     |        |                         |

| Baden 20 aprile 2022, ore 20:00 CEST 19ª giornata           | Baden     | 2 – 0 referto | Tuggen | Stadion Esp |
| \| \| \| \| \| Jakovljević 5’ Herger 47’ \| Marcatori \| \| |           |               |        |             |
|                                                             |           |               |        |             |
| Jakovljević 5’ Herger 47’                                   | Marcatori |               |        |             |

| Tuggen 9 aprile 2022, ore 16:00 CEST 20ª giornata                      | Tuggen    | 2 – 1 referto  | Wettswil-Bonstetten | Sportplatz Linthstrasse |
| \| \| \| \| \| Mallo 45’ Jakupov 50’ \| Marcatori \| 25’ Figueiredo \| |           |                |                     |                         |
|                                                                        |           |                |                     |                         |
| Mallo 45’ Jakupov 50’                                                  | Marcatori | 25’ Figueiredo |                     |                         |

| Collina d'Oro 23 aprile 2022, ore 16:00 CEST 21ª giornata                         | Paradiso  | 2 – 2 referto                  | Tuggen | Campo Pian Scairolo |
| \| \| \| \| \| Bennati 40’, 56’ \| Marcatori \| 48’ Bärtsch 70’ (rig.) Jakupov \| |           |                                |        |                     |
|                                                                                   |           |                                |        |                     |
| Bennati 40’, 56’                                                                  | Marcatori | 48’ Bärtsch 70’ (rig.) Jakupov |        |                     |

| Tuggen 30 aprile 2022, ore 16:00 CEST 22ª giornata                     | Tuggen    | 3 – 0 referto | Freienbach | Sportplatz Linthstrasse |
| \| \| \| \| \| Jakupov 29’ (rig.), 64’ Barreiro 63’ \| Marcatori \| \| |           |               |            |                         |
|                                                                        |           |               |            |                         |
| Jakupov 29’ (rig.), 64’ Barreiro 63’                                   | Marcatori |               |            |                         |

| Wil 7 maggio 2022, ore 13:00 CEST 23ª giornata                                             | San Gallo II | 2 – 4 referto                         | Tuggen | Stadion Bergholz |
| \| \| \| \| \| Figueiredo 4’, 30’ \| Marcatori \| 62’, 74’ Jaggy 83’ Bärtsch 90’ Morina \| |              |                                       |        |                  |
|                                                                                            |              |                                       |        |                  |
| Figueiredo 4’, 30’                                                                         | Marcatori    | 62’, 74’ Jaggy 83’ Bärtsch 90’ Morina |        |                  |

| Tuggen 14 maggio 2022, ore 16:00 CEST 24ª giornata                                 | Tuggen    | 2 – 4 referto                    | Winterthur II | Sportplatz Linthstrasse |
| \| \| \| \| \| Morina 33’, 74’ \| Marcatori \| 3’ Nucci 8’, 35’ Vogt 54’ Hammer \| |           |                                  |               |                         |
|                                                                                    |           |                                  |               |                         |
| Morina 33’, 74’                                                                    | Marcatori | 3’ Nucci 8’, 35’ Vogt 54’ Hammer |               |                         |

| Uzwil 21 maggio 2022, ore 16:00 CEST 25ª giornata                  | Uzwil     | 1 – 2 referto          | Tuggen | Sportanlage Rüti |
| \| \| \| \| \| Çakır 82’ \| Marcatori \| 19’ Morina 44’ Jakupov \| |           |                        |        |                  |
|                                                                    |           |                        |        |                  |
| Çakır 82’                                                          | Marcatori | 19’ Morina 44’ Jakupov |        |                  |

| Tuggen 28 maggio 2022, ore 16:00 CEST 26ª giornata                                | Tuggen    | 4 – 0 referto | Balzers | Sportplatz Linthstrasse |
| \| \| \| \| \| Herlea 43’ Barreiro 84’ (rig.) Jakupov 89’, 90’ \| Marcatori \| \| |           |               |         |                         |
|                                                                                   |           |               |         |                         |
| Herlea 43’ Barreiro 84’ (rig.) Jakupov 89’, 90’                                   | Marcatori |               |         |                         |

#### Play-off
| 1º giugno 2022, ore 20:00 CEST Semifinale - andata | Tuggen | 2 – 1 | Echallens |  |

| 4 giugno 2022, ore 16:00 CEST Semifinale - ritorno | Echallens | 0 – 1 | Tuggen |  |

| 8 giugno 2022, ore 20:00 CEST Finale - andata | Tuggen | 0 – 0 | Bulle |  |

| 11 giugno 2022, ore 17:00 CEST Finale - ritorno | Bulle | 4 – 2 | Tuggen |  |

## Statistiche

### Statistiche di squadra
| Competizione | Punti | In casa | In casa | In casa | In casa | In casa | In casa | In trasferta | In trasferta | In trasferta | In trasferta | In trasferta | In trasferta | Totale | Totale | Totale | Totale | Totale | Totale | DR  |
| Competizione | Punti | G       | V       | N       | P       | Gf      | Gs      | G            | V            | N            | P            | Gf           | Gs           | G      | V      | N      | P      | Gf     | Gs     | DR  |
| ------------ | ----- | ------- | ------- | ------- | ------- | ------- | ------- | ------------ | ------------ | ------------ | ------------ | ------------ | ------------ | ------ | ------ | ------ | ------ | ------ | ------ | --- |
| Prima Lega   | 51    | 13      | 11      | 0       | 2       | 34      | 12      | 13           | 5            | 3            | 5            | 21           | 25           | 26     | 16     | 3      | 7      | 55     | 37     | +18 |
| Play-off     | -     | 2       | 1       | 1       | 0       | 2       | 1       | 2            | 1            | 0            | 1            | 3            | 4            | 4      | 2      | 1      | 1      | 5      | 5      | 0   |
| Totale       | 51    | 15      | 12      | 1       | 2       | 36      | 13      | 15           | 6            | 3            | 6            | 24           | 29           | 30     | 18     | 4      | 8      | 60     | 42     | +18 |

### Andamento in campionato
| Giornata  | 1 | 2 | 3 | 4 | 5 | 6 | 7 | 8 | 9 | 10 | 11 | 12 | 13 | 14 | 15 | 16 | 17 | 18 | 19 | 20 | 21 | 22 | 23 | 24 | 25 | 26 |
| --------- | - | - | - | - | - | - | - | - | - | -- | -- | -- | -- | -- | -- | -- | -- | -- | -- | -- | -- | -- | -- | -- | -- | -- |
| Luogo     | C | C | T | C | T | C | T | C | T | C  | T  | C  | T  | T  | T  | C  | T  | C  | T  | C  | T  | C  | T  | C  | T  | C  |
| Risultato | V | V | P | V | P | P | V | V | P | V  | N  | V  | V  | P  | N  | V  | V  | V  | P  | V  | N  | V  | V  | P  | V  | V  |
| Posizione | 5 | 1 | 5 | 5 | 5 | 7 | 6 | 4 | 7 | 4  | 4  | 4  | 4  | 4  | 4  | 4  | 3  | 2  | 3  | 3  | 3  | 3  | 3  | 3  | 3  | 3  |

Legenda:

Luogo: C = Casa; T = Trasferta. Risultato: V = Vittoria; N = Pareggio; P = Sconfitta.